# Лефевр, Анри
Анри́ Лефе́вр (фр. Henri Lefebvre, 16 июня 1901 — 29 июня 1991) — французский социолог и философ, теоретик неомарксизма. Известен как один из первопроходцев в критике повседневной жизни, критиковал сталинизм, экзистенциализм и структурализм. Автор концепции «право на город». За свою плодотворную карьеру Лефевр написал более шестидесяти книг и трёхсот статей.

## Биография
Родился в Ажетмо, департамент Ланды. Изучал философию в Сорбонне и закончил её в 1920 году. К 1924 году Лефевр работал с Полем Низаном, Норбертом Гутерманом, Жоржем Фридманом, Жоржем Политцером и Пьером Моранж в философской группе, стремившейся к «философской революции». Это привело их к контакту с сюрреалистами, дадаистами и другими группами, прежде чем они перешли к Французской коммунистической партии (ФКП). Позже Лефевр занял должность профессора в Прив (Ардеш), где оживил местную коммунистическую ячейку. Под угрозой увольнения после участия в демонстрации против политика Андре Тардье, он был автоматически переведен в 1931 году в Монтаржи (Луаре), где преподавал до войны. В 1935 году он был избран муниципальным советником из списка (меньшинства) антифашистских подразделений.
Лефевр вступил в ФКП в 1928 году и стал одним из самых выдающихся французских марксистских интеллектуалов во второй четверти 20-го века, прежде чем присоединиться к французскому Сопротивлению. В 1930—1940 годах — работает профессором философии, после немецкой оккупации Франции — в рядах Сопротивления. С 1944 по 1949 год он был директором Radiodiffusion Française - французской радиовещательной компании в Тулузе. Среди его работ был очень влиятельный, антисталинистский текст по диалектике под названием «Диалектический материализм» (1940). Эта работа была одобрена и позаимствована философом Жан-Полем Сартром в книге «Критика диалектического разума» (1960).
Семь лет спустя Лефевр опубликовал свой первый том «Критики повседневной жизни», в котором Лефевр анализирует мифологию «частной», «приватной» жизни в буржуазном обществе и показывает, как она связана с отчуждением. Эта работа имеет большое влияние на теоретические разработки ситуационистов (Ги Дебор, Рауль Ванейгем) и авангардистов из движения «КоБрА». Во время тридцатилетнего пребывания Лефевра в ФКП, он был выбран для публикации критических атак на оппозиционных теоретиков, особенно экзистенциалистов, таких как Сартр, бывший коллега Лефевра Низан. По иронии судьбы он перешел от того, что служил основным интеллектуалом для ФКП, к тому, чтобы стать одним из самых важных критиков политики ФКП во Франции (например, из-за отсутствия мнения об Алжире и, в более общем плане, из-за продолжения сталинистского курса в партии) и одного из интеллектуальных направлений в партии (то есть структурализма, особенно работ Луи Альтюссера).
В 1958 году Лефевра исключают из ФКП, откуда он уходит в ситуационизм. В 1963 году его исключают из Ситуационистского Интернационала. В творчестве Лефевра присутствуют переклички с идеями Франкфуртской школы и французской историографической школы «Анналы» (Люсьен Февр, Марк Блок, Фернан Бродель). В 1960 году Лефевр подписал манифест 121 о праве на восстание в алжирской войне, был одним из сторонников Движения против атомного вооружения при его создании. В 1961 году Лефевр стал профессором социологии в Страсбургском университете, а в 1965 году перешел в преподавательский состав нового университета в Нантере. Он был одним из самых уважаемых профессоров, оказал влияние на майские события 1968 года во Франции и проанализировал их. Лефевр представил концепцию права на город в своей книге 1968 года «Право на город» (публикация книги предшествовала майским событиям 1968 года, которые произошли во многих французских городах). После публикации этой книги Лефевр написал несколько влиятельных работ о городах, урбанизме и пространстве, в том числе «Производство пространства» (1974), которая стала одной из самых влиятельных и цитируемых работ по теории города. К 1970 году Лефевр также опубликовал несколько первых критических высказываний о работах постструктуралистов, особенно Мишеля Фуко. В последующие годы он был вовлечен в редакционную группу Arguments, Нового левого журнала, который в значительной степени помог французской общественности ознакомиться с центральноевропейским ревизионизмом.
Лефевр умер в 1991 году. В своем некрологе журнал Radical Philosophy отдал должное его долгой и сложной карьере и влиянию:
Самый плодовитый из французских интеллектуалов-марксистов умер в ночь с 28 на 29 июня 1991 года, менее чем через две недели после своего девяностолетия. За свою долгую карьеру его работы несколько раз входили и выходили из моды и оказали влияние на развитие не только философии, но и социологии, географии, политологии и литературной критики.

## Критика повседневной жизни
Одним из наиболее важных вкладов Лефевра в социальную мысль является идея «критики повседневной жизни», которую он впервые выдвинул в 1930-х годах. Лефевр диалектически определял повседневную жизнь как пересечение «иллюзии и истины, силы и беспомощности; пересечение сектора, который человек контролирует, и сектора, который он не контролирует», и именно здесь происходит постоянно преобразующий конфликт между разнообразными специфическими ритмами: полиритмическими связками естественных ритмов организма, физиологическими (естественными) ритмами и социальными ритмами. Хотя эта тема фигурировала во многих работах Лефевра, наиболее ярко она была изложена в его одноименном трехтомном исследовании, которое выходило отдельными частями с разницей в десятилетия в 1947, 1961 и 1981 годах.
Лефевр утверждал, что повседневная жизнь была слаборазвитым сектором по сравнению с технологией и производством, и более того, в середине 20-го века капитализм изменился таким образом, что повседневная жизнь была колонизирована - превращена в зону чистого потребления. В этой зоне повседневности (скуки), разделяемой всеми членами общества, независимо от класса или профессии, самокритика повседневных реалий скуки в сравнении с социальными обещаниями свободного времени и досуга может привести к тому, что люди поймут, а затем революционизируют свою повседневную жизнь.Это было важно для Лефевра, потому что в повседневной жизни он видел, как капитализм выживает и воспроизводит сам себя. Без революционизирования повседневной жизни капитализм продолжал бы снижать ее качество и препятствовать реальному самовыражению. Критика повседневной жизни имела решающее значение, потому что только через развитие условий человеческой жизни — а не абстрактный контроль над производительными силами — люди могли достичь конкретного утопического существования.
Работа Лефевра о повседневной жизни оказала большое влияние на французскую теорию, особенно на ситуационистов, а также на политику (например, на  восстание в мае 1968 года). Третий том оказал влияние на ученых, пишущих о цифровых технологиях и информации в наши дни, поскольку в нем есть раздел, подробно посвященный этой теме.

## Производство общественного пространства
Лефевр посвятил большую часть своих философских работ пониманию важности (производства) пространства в том, что он называл воспроизводством общественных производственных отношений. Эта идея является центральным аргументом в книге «Выживание капитализма», написанной как своего рода прелюдия к «Производству пространства» (1974). Эти работы оказали глубокое влияние на современную теорию города, главным образом в рамках географии человека, как видно из текущих работ таких авторов, как Дэвид Харви, Долорес Хейден и Эдвард Соджа, а также в современных дискуссиях вокруг понятия пространственной справедливости. Лефевр широко известен как марксистский мыслитель, который значительно расширил сферы применения марксистской теории, охватив повседневную жизнь и современные значения и последствия урбанизации в западном мире на протяжении всего 20-го века. Развитие промышленности и ее отношение к городам (которое,  рассматривается в «Марксистской и городской жизни»), право на город и городская революция были темами работ Лефевра в конце 1960-х годов, которые касались, среди прочего, глубокой трансформации «города» в «городское», кульминацией которого стала его вездесущность («полная урбанизация общества»).
Вкладом Лефевра в социологию явилось смещение его фундамента с проблемы времени на проблему пространства.

 Современная диалектика больше не скреплена с историчностью и историческим временем, или с временным механизмом подобным «тезис-антитезис-синтез»… Это следовательно что-то новое и парадоксальное: диалектика больше не скреплена с темпоральностью. Следовательно отвержение гегелевской историчности не должно рассматриваться как критика диалектики. 
Лефевр утверждает, что существуют различные способы производства пространства (т.е. спатиализация) от естественного пространства («абсолютного пространства») к более сложным пространствам и потокам, значение которых создается социальным способом (т.е. социальное пространство). Лефевр анализирует каждый исторический способ как трехчастную диалектику между повседневными практиками и восприятиями (воспринимаемым), представлениями или теориями пространства (разработанным) и пространственным воображением времени (жилым).
Аргумент Лефевра в «Производстве пространства» заключается в том, что пространство - это социальный продукт или сложная социальная конструкция (основанная на ценностях и социальном производстве смыслов), которая влияет на пространственные практики и восприятия. Этот аргумент подразумевает смещение исследовательской перспективы с пространства на процессы его производства; охват множества пространств, которые социально производятся и становятся продуктивными в социальных практиках и акцент на противоречивом, конфликтном и, в конечном счете, политическом характере процессов производства пространства. Будучи марксистским теоретиком (но крайне критически относящимся к экономическому структурализму, доминировавшему в академическом дискурсе его периода), Лефевр утверждает, что это социальное производство городского пространства является фундаментальным для воспроизводства общества, а следовательно, и самого капитализма. Общественным производством пространства управляет класс-гегемон как инструментом для воспроизведения своего господства.
Такая теория позволяет демистифицировать пространство продуцируемое капитализмом (как форму идеологии, которая проявляет себя в организации как социально-телесных практик, так и в организации жизненного пространства) через анализ его структуры, а также норм и ценностей, благодаря которым эта структура создается и воспроизводится.

Лефевр утверждал, что каждое общество — и, следовательно, каждый способ производства — создает определённое пространство, свое собственное пространство. Город Древнего мира нельзя понимать как простое скопление людей и вещей в пространстве — у него была своя пространственная практика, создававшая свое собственное пространство (которое было подходящим для себя — Лефевр утверждает, что интеллектуальный климат города в Древнем мире был очень сильно связан с общественным производством его пространственности). Тогда, если каждое общество создает свое собственное пространство, любое «социальное существование», стремящееся быть или объявляющее себя реальным, но не создающее своего собственного пространства, было бы странной сущностью, очень своеобразной абстракцией, неспособной вырваться за пределы идеологических или даже культурных сфер. Опираясь на этот аргумент, Лефевр критиковал советских градостроителей на том основании, что они не смогли создать социалистическое пространство, просто воспроизведя модернистскую модель городского дизайна:
Измени жизнь! Измени общество! Эти идеи полностью теряют свой смысл без создания соответствующего пространства. Урок, который следует извлечь из советских конструктивистов 1920-х и 30-х годов и их провала, заключается в том, что новые социальные отношения требуют нового пространства, и наоборот. 

### Критика
В своей книге «Городской вопрос» Мануэль Кастельс критикует марксистский гуманизм Лефевра и его подход к городу под влиянием Гегеля и Ницше. Политическая критика Кастельсом подхода Лефевра к марксизму перекликалась со школой структуралистского марксизма Луи Альтюссера, непосредственным критиком которой был Лефевр.